# Athyrium nanum
Athyrium nanum là một loài dương xỉ trong họ Athyriaceae. Loài này được Christ mô tả khoa học đầu tiên năm 1907.
Danh pháp khoa học của loài này chưa được làm sáng tỏ. 